# Lịch sử Thái Lan (1932–1973)
Lịch sử Thái Lan giai đoạn từ năm 1932 đến 1973 thực sự được đặc trưng bởi sự cai trị của quân đội và cuộc đấu tranh giữa chế độ độc tài và dân chủ. Bước ngoặt vào năm 1932, khi cuộc Cách mạng Xiêm diễn ra, đánh dấu sự khởi đầu quá trình chuyển đổi của Thái Lan từ chế độ quân chủ chuyên chế sang chế độ quân chủ lập hiến. Đảng Nhân dân (Khana Ratsadon), lực lượng lãnh đạo cuộc cách mạng, đóng vai trò then chốt trong sự chuyển đổi này và đặt nền móng cho những thập kỷ biến động chính trị tiếp theo.
Luang Phibunsongkhram (còn được gọi là Phibun) là một trong những nhân vật trung tâm trong giai đoạn này. Ông lần đầu tiên nắm quyền vào cuối những năm 1930 và là người ủng hộ mạnh mẽ chủ nghĩa dân tộc Thái và hiện đại hóa. Trong Thế chiến II, Phibun đã liên minh Thái Lan với Nhật Bản, một quyết định có tác động lớn đến Thái Lan trong và sau chiến tranh. Mặc dù có xu hướng độc tài, Phibun đã thực hiện một loạt các quy định văn hóa nhằm hiện đại hóa và Tây phương hóa xã hội Thái Lan.
Pridi Banomyong là một trí thức và nhân vật chính trị hàng đầu, đồng sáng lập Đại học Thammasat, một trong đại học uy tín nhất của Thái Lan. Pridi đóng vai trò quan trọng trong việc soạn thảo hiến pháp đầu tiên của Thái Lan và giữ chức Thủ tướng trong một thời gian ngắn sau Thế chiến II. Tầm nhìn của Pridi về Thái Lan dân chủ và tiến bộ hơn so với các đối thủ quân sự, nhưng ảnh hưởng của ông suy yếu sau khi bị quân đội lật đổ.
Sau khi Pridi bị lật đổ, một loạt các nhà lãnh đạo quân sự, bao gồm Phibun (trở lại nắm quyền), Sarit Thanarat và Thanom Kittikachorn, đã thống trị chính trị Thái Lan. Những nhà lãnh đạo này duy trì quyền kiểm soát độc tài trong khi thúc đẩy hiện đại hóa kinh tế và liên minh chặt chẽ với Hoa Kỳ trong thời kỳ Chiến tranh Lạnh. Sarit, đặc biệt, được biết đến với chế độ độc tài nghiêm ngặt, nhưng ông cũng khởi xướng nhiều dự án phát triển góp phần vào quá trình hiện đại hóa Thái Lan.
Những năm 1960 và đầu những năm 1970 chứng kiến sự bất mãn ngày càng gia tăng đối với chế độ quân sự, đặc biệt là trong giới sinh viên và trí thức. Vụ thảm sát tại Đại học Thammasat vào tháng 10 năm 1973 là một sự kiện bi thảm và quan trọng, khi lực lượng chính phủ đàn áp tàn bạo các cuộc biểu tình ủng hộ dân chủ. Sự phẫn nộ công chúng sau vụ thảm sát buộc Thanom phải từ chức, đánh dấu sự kết thúc kỷ nguyên dài cai trị của quân đội.
Việc đổi tên từ Xiêm thành Thái Lan vào năm 1939 (và trở lại Xiêm một thời gian ngắn vào năm 1946 trước khi trở lại Thái Lan) phản ánh chính sách dân tộc chủ nghĩa của Phibun. "Thái Lan" có nghĩa là "Đất nước Tự do", nhấn mạnh sự độc lập và bản sắc riêng biệt đất nước trong một khu vực phần lớn bị các cường quốc phương Tây chiếm đóng.
Giai đoạn này đã đặt nền móng cho nhiều động lực chính trị trong Thái Lan hiện đại, bao gồm căng thẳng liên tục giữa quyền lực quân sự và dân sự, vai trò chế độ quân chủ và ảnh hưởng các cường quốc bên ngoài như Hoa Kỳ. Các sự kiện năm 1973 là một chiến thắng quan trọng cho phong trào ủng hộ dân chủ, nhưng cuộc đấu tranh giữa các lực lượng chính trị khác nhau ở Thái Lan vẫn tiếp tục trong những năm sau đó.

## Cách mạng Xiêm (1932–1939)

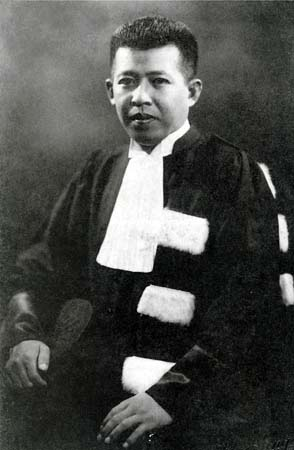
Pridi Banomyong, lãnh đạo phe dân sự

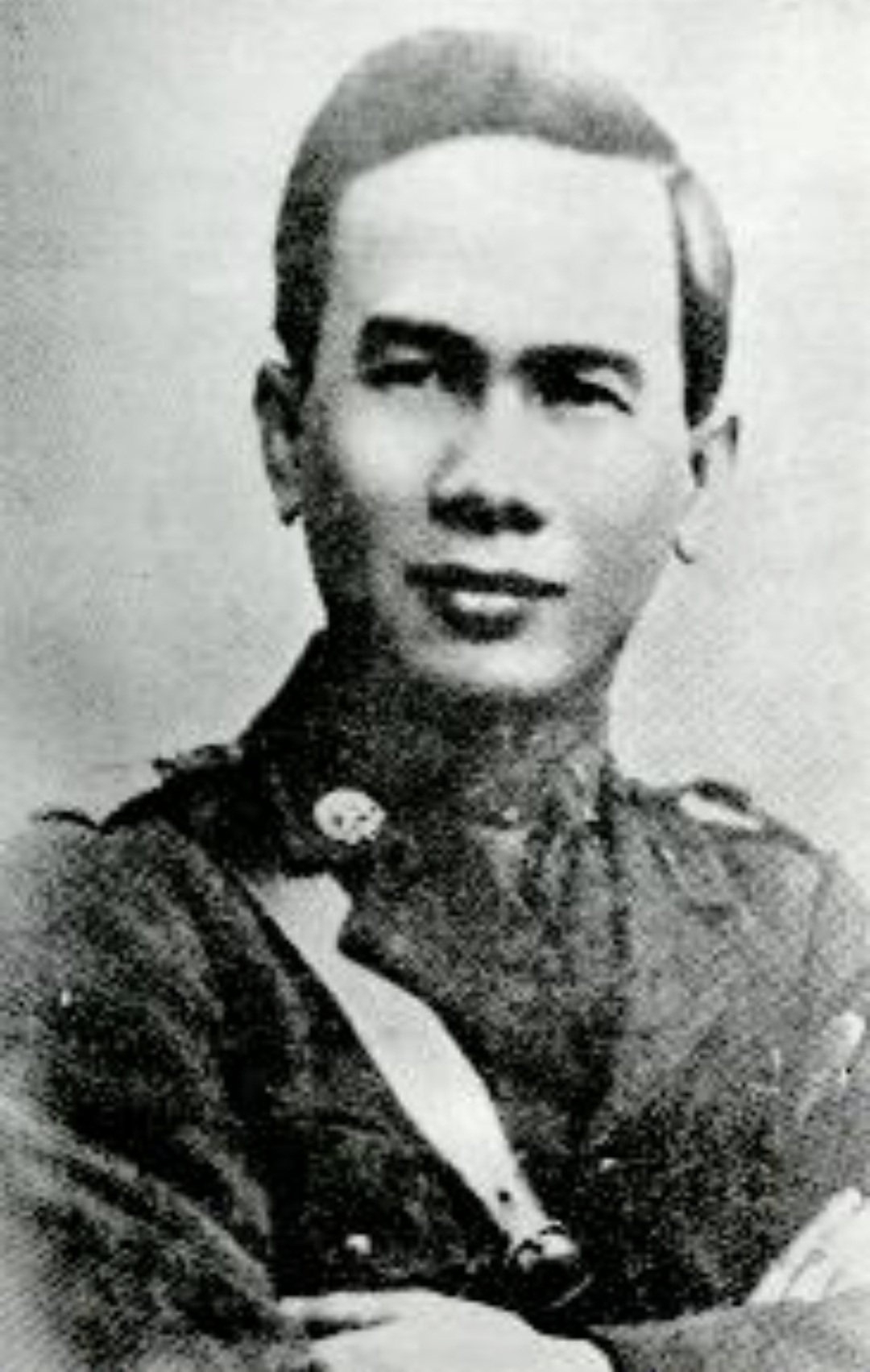
Thiếu tá Phibunsongkhram, lãnh đạo của quân đội trẻ và phe hải quân

Vào ngày 24 tháng 6 năm 1932, một nhóm sĩ quan quân đội và công chức, được gọi là Đảng Nhân dân (Khana Ratsadon), đã dẫn đầu một cuộc đảo chính không đổ máu, chấm dứt chế độ quân chủ chuyên chế đã tồn tại hàng thế kỷ ở Xiêm. Những nhà cách mạng này muốn giới thiệu một hệ thống chính phủ đại diện hơn cho nhân dân và hiện đại hóa đất nước cả về chính trị lẫn kinh tế. Ban đầu, Vua Prajadhipok chấp nhận hiến pháp mới và vai trò bị giảm bớt của chế độ quân chủ. Tuy nhiên, mối quan hệ giữa nhà vua với chính phủ mới ngày càng trở nên căng thẳng, đặc biệt là về đường lối phát triển Thái Lan. Năm 1935, Prajadhipok quyết định thoái vị, đưa ra một tuyên bố chỉ trích chế độ mới vì đã không thiết lập được nền dân chủ thực sự. Prajadhipok thoái vị đánh dấu sự kết thúc ảnh hưởng trực tiếp của triều đại Chakri đối với chính phủ, mặc dù chế độ quân chủ sau này sẽ lấy lại được ảnh hưởng đáng kể trong chính trị Thái Lan.
Hai đại tá Phraya Phahon Phonphayuhasena và Phraya Songsuradet là những nhân vật trung tâm trong cuộc cách mạng và chính phủ mới. Họ là một phần phe quân đội cấp cao nắm quyền sau cuộc đảo chính. Vào tháng 12 năm 1932, họ đã giới thiệu hiến pháp đầu tiên của Xiêm, thiết lập một quốc hội với sự kết hợp giữa các thành viên được chỉ định và gián tiếp bầu chọn.
Hiến pháp năm 1932 là một bước tiến quan trọng hướng tới chính quyền lập hiến. Nó hứa hẹn rằng các cuộc bầu cử dân chủ hoàn toàn sẽ được tổ chức khi phần lớn dân số hoàn thành giáo dục tiểu học, dự kiến vào những năm 1940. Tuy nhiên, chính phủ vẫn chủ yếu do quân đội kiểm soát, và các cải cách dân chủ thực sự diễn ra chậm chạp.
Phraya Manopakorn Nitithada (Mano) lãnh đạo phe bảo thủ dân sự và trở thành thủ tướng đầu tiên theo hiến pháp mới. Tuy nhiên, chính phủ Mano sớm mâu thuẫn với các yếu tố cấp tiến hơn trong liên minh cầm quyền. Pridi Banomyong là một trí thức trẻ, tiến bộ, người đã ủng hộ các cải cách kinh tế và xã hội đáng kể. Kế hoạch kinh tế của Pridi, bao gồm quốc hữu hóa và công nghiệp hóa do chính phủ điều hành, bị cho là quá cấp tiến bởi nhiều người, đặc biệt là phe bảo thủ. Điều này dẫn đến xung đột nghiêm trọng trong chính phủ.
Để đối phó với kế hoạch kinh tế cấp tiến của Pridi, chính phủ bảo thủ dưới sự lãnh đạo của Phraya Mano đã cố gắng đảo ngược các thay đổi cách mạng. Tuy nhiên, động thái này đã gây ra một cuộc phản đảo chính do Phibun và Phraya Phahon dẫn đầu, lật đổ chính phủ Mano. Phraya Phahon sau đó trở thành thủ tướng và loại bỏ các thành phần hoàng gia ra khỏi chính phủ.

### Nội chiến

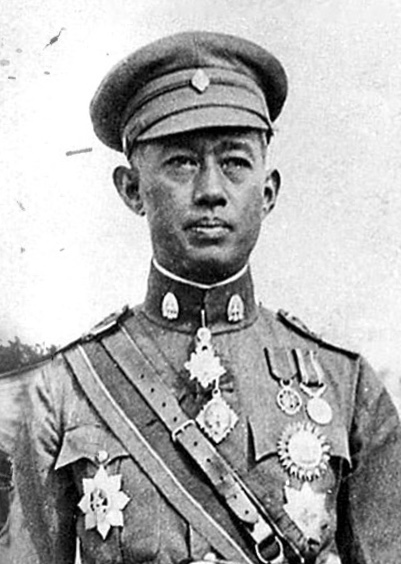
Hoàng thân Boworadet, lãnh đạo quân nổi dậy.

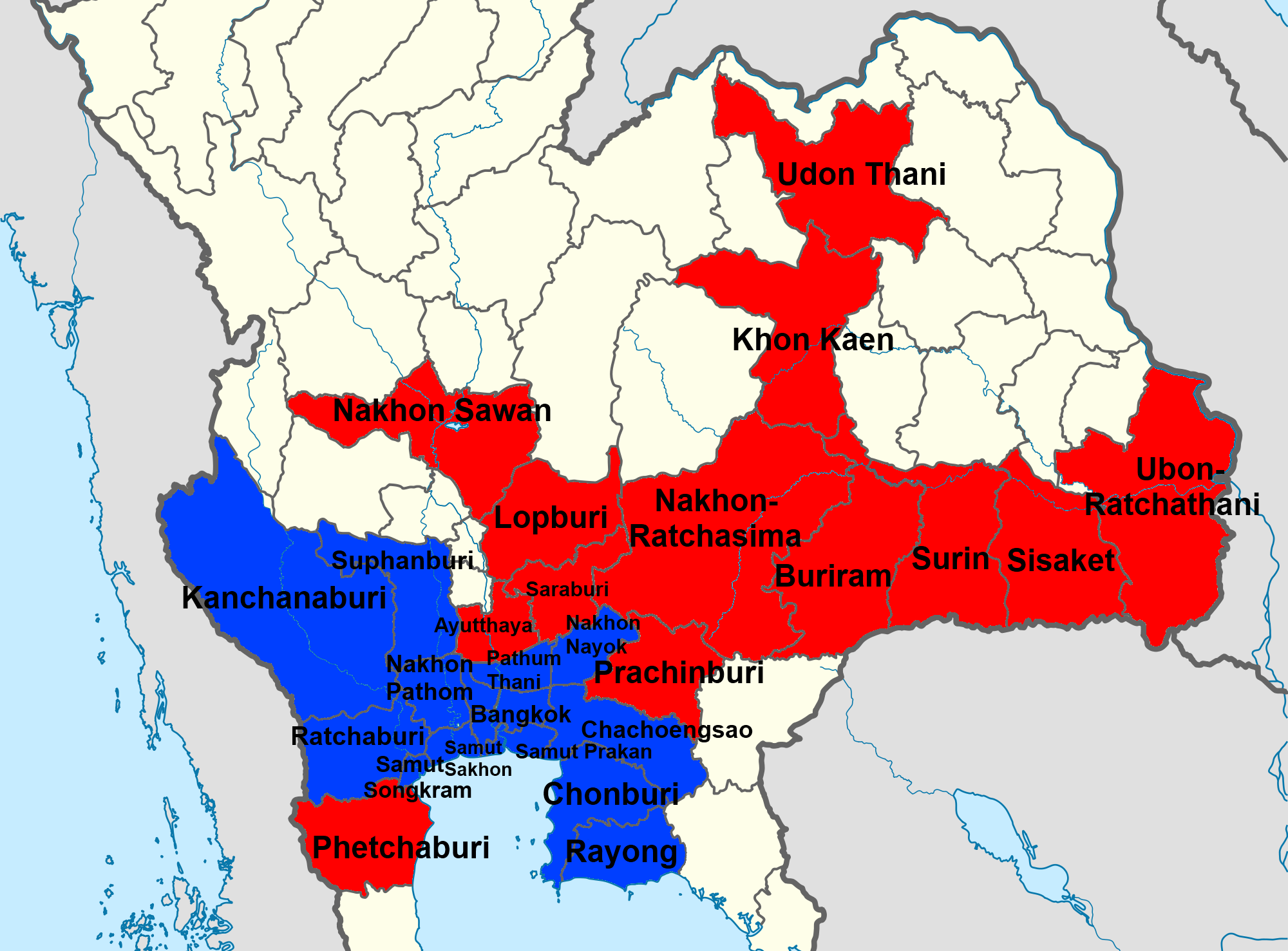
Bản đồ Thái Lan năm 1933, thể hiện các cuộc xung đột giữa quân nổi dậy bảo hoàng và Chính phủ.
Các tỉnh đã gia nhập Quân đội của Hoàng thân Boworadet
Các tỉnh trung thành với Chính phủ.

Phản ứng của phe bảo hoàng xảy ra vào cuối năm 1933 khi Hoàng thân Boworadet, cháu nội Vua Mongkut và từng là Bộ trưởng Bộ Quốc phòng, dẫn đầu một cuộc nổi dậy vũ trang chống lại chính phủ. Ông đã huy động các đơn vị đồn trú tỉnh và tiến quân về Bangkok, chiếm được sân bay Don Muang trên đường đi. Hoàng thân cáo buộc chính phủ không tôn trọng nhà vua và thúc đẩy chủ nghĩa cộng sản, đồng thời yêu cầu các nhà lãnh đạo chính phủ từ chức. Ông hy vọng rằng một số đơn vị đồn trú ở khu vực Bangkok sẽ tham gia cuộc nổi dậy, nhưng họ vẫn trung thành với chính phủ. Trong khi đó, hải quân tuyên bố trung lập và rút về các căn cứ ở phía nam. Sau những trận đánh ác liệt ở vùng ngoại ô phía bắc Bangkok, phe bảo hoàng cuối cùng đã bị đánh bại và Hoàng thân Boworadet phải lưu vong sang Đông Dương thuộc Pháp.
Một trong những hệ quả của việc đàn áp cuộc nổi dậy là làm giảm uy tín nhà vua. Sau khi cuộc nổi dậy bắt đầu, Vua Prajadhipok đã tuyên bố trong một bức điện rằng ông rất tiếc vì các cuộc xung đột và rối loạn dân sự. Động cơ nhà vua không rõ ràng, có thể là do sợ bị quân nổi dậy bắt giữ, lo ngại bị coi là ủng hộ quân nổi dậy, hoặc muốn tránh phải lựa chọn giữa Phraya Phahon và Boworadet. Dù bằng cách nào, thực tế là vào đỉnh điểm cuộc xung đột, nhà vua và hoàng hậu đã lánh nạn về Songkhla. Việc lánh nạn của nhà vua khỏi chiến trường đã bị phe chiến thắng diễn giải như một dấu hiệu cho thấy nhà vua đã không hoàn thành nhiệm vụ của mình. Bằng cách từ chối hoàn toàn ủng hộ chính phủ hợp pháp, uy tín nhà vua đã bị suy giảm.
Vài tháng sau, vào năm 1934, Vua Prajadhipok, đang có mối quan hệ với chính phủ mới xấu đi trong một thời gian dài, đã ra nước ngoài để điều trị y tế. Khi ở nước ngoài, nhà vua tiếp tục trao đổi thư từ với chính phủ để thảo luận về các điều kiện mà nhà vua sẽ tiếp tục phục vụ như một vị vua lập hiến. Vua Prajadhipok yêu cầu duy trì một số đặc quyền hoàng gia truyền thống, nhưng chính phủ không đồng ý.
Trong bài phát biểu thoái vị, Vua Prajadhipok đã cáo buộc chính phủ không tôn trọng các nguyên tắc dân chủ, sử dụng các phương pháp quản lý không tương thích với tự do cá nhân và các nguyên tắc công lý, cai trị theo cách độc tài và không để nhân dân có tiếng nói thực sự trong các vấn đề của Xiêm. Năm 1934, Đạo luật Báo chí có hiệu lực, cấm xuất bản bất kỳ tài liệu nào được coi là gây tổn hại đến trật tự công cộng hoặc làm suy đồi đạo đức. Luật này đã được thực thi nghiêm ngặt cho đến ngày nay.
Phản ứng đối với việc thoái vị của nhà vua rất dè dặt. Mọi người đều lo sợ những gì có thể xảy ra tiếp theo. Chính phủ đã kiềm chế không thách thức bất kỳ tuyên bố nào trong bài phát biểu thoái vị của nhà vua vì sợ khơi mào thêm tranh cãi. Những người chống đối chính phủ cũng im lặng sau thất bại của cuộc nổi dậy bảo hoàng.
Sau khi đánh bại phe bảo hoàng, chính phủ đã phải đối mặt với thử thách thực hiện những lời hứa mà họ đã đưa ra khi lên nắm quyền. Chính phủ đã có những bước đi quyết liệt hơn để thực hiện một số cải cách quan trọng. Tiền tệ được rút khỏi chế độ bản vị vàng, giúp thương mại phục hồi. Chi tiêu cho giáo dục được tăng gấp bốn lần, qua đó nâng cao đáng kể tỷ lệ biết chữ. Các chính quyền địa phương và tỉnh đã được bầu cử, và vào tháng 11 năm 1937, sự phát triển dân chủ đã được đẩy mạnh khi các cuộc bầu cử trực tiếp được tổ chức cho quốc hội, mặc dù các đảng chính trị vẫn chưa được phép hoạt động. Đại học Thammasat được thành lập theo sáng kiến của Pridi, như một sự thay thế dễ tiếp cận hơn cho Đại học Chulalongkorn dành cho tầng lớp tinh hoa. Chi tiêu quân sự cũng được mở rộng đáng kể, điều này rõ ràng cho thấy ảnh hưởng ngày càng tăng của quân đội. Trong những năm từ 1934 đến 1940, quân đội, hải quân và không quân của vương quốc đã được trang bị như chưa từng có trước đây.

### Vua Rama VIII
Sau khi Vua Prajadhipok rời Xiêm và thoái vị vào năm 1935, Chính phủ sau đó đã chọn Hoàng thân Ananda Mahidol , lúc đó đang học ở Thụy Sĩ, làm vua kế nhiệm, trở thành Vua Rama VIII. Lần đầu tiên trong lịch sử, Xiêm không có quốc vương thường trú và sẽ tiếp tục như vậy trong mười lăm năm tiếp theo, Khana Ratsadon tin rằng ông sẽ dễ bảo hơn Prajadhipok.

## Từ Xiêm đến Thái Lan (1939-1946)

### Phibunsongkhram trỗi dậy

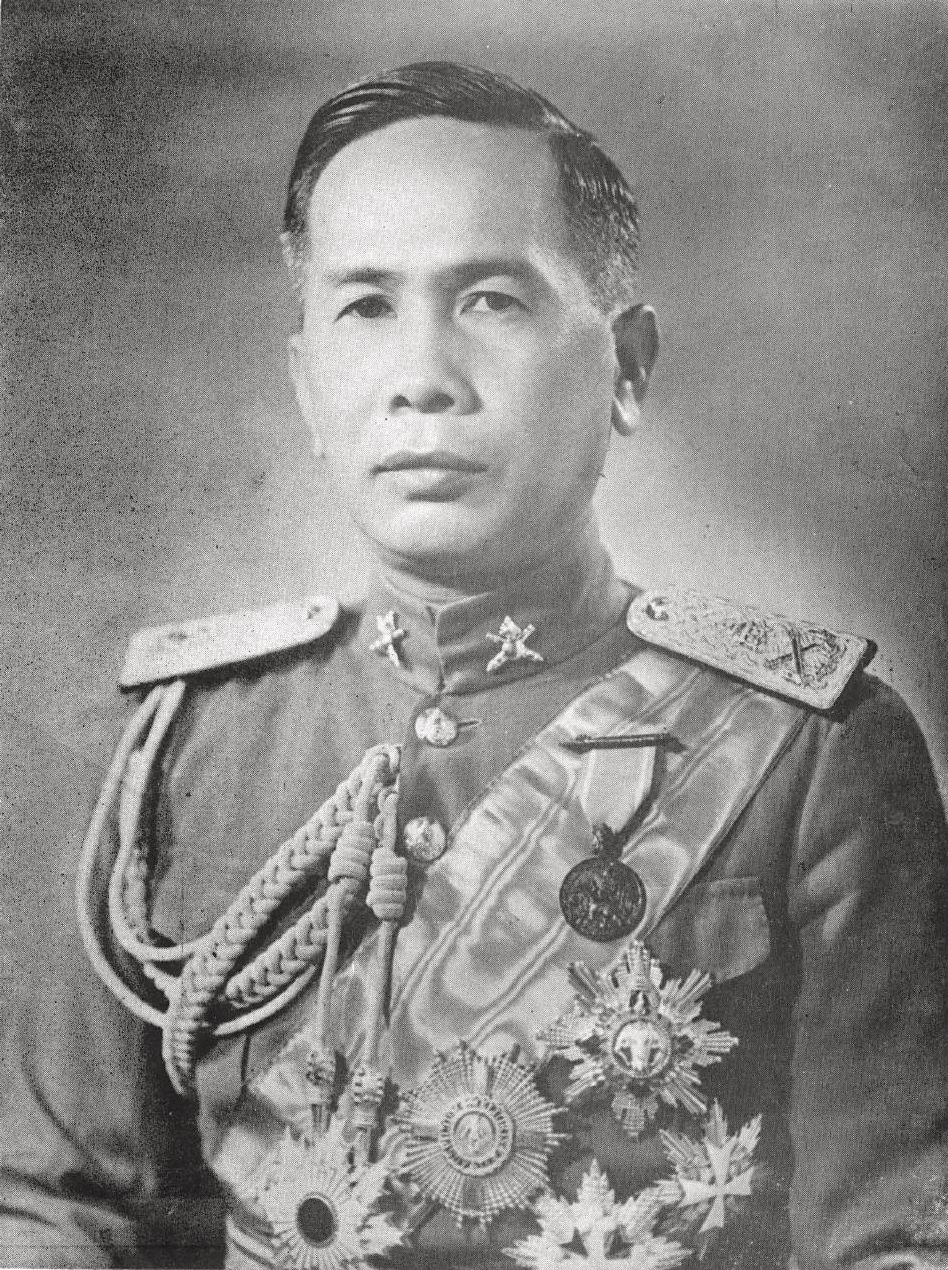
Plaek Phibunsongkhram, Thủ tướng Thái Lan, 1938–44, 1948–57

Sau cuộc Cách mạng Xiêm năm 1932, Thái Lan bước vào một thời kỳ biến động và chuyển đổi chính trị. Thiếu tướng Plaek Phibunsongkhram, thường được gọi là Phibun, nổi lên như một nhân vật quan trọng trong thời kỳ này. Ban đầu, Phibun giữ chức Bộ trưởng Bộ Quốc phòng, làm việc chặt chẽ với Pridi Banomyong, một nhà tự do dân sự và là Bộ trưởng Bộ ngoại giao. Tuy nhiên, khi Phibun trở thành thủ tướng vào tháng 12 năm 1938, sự hợp tác giữa quân đội và các nhà tự do dân sự tan vỡ, dẫn đến sự thống trị rõ ràng của quân đội.
Phibun ngưỡng mộ các lãnh đạo phát xít như Benito Mussolini, và chế độ của ông bắt đầu thể hiện các đặc điểm tương tự. Năm 1939, ông bắt giữ và xử tử các đối thủ chính trị, đánh dấu các vụ xử tử chính trị đầu tiên ở Xiêm trong hơn một thế kỷ. Chế độ này cũng nhắm vào tầng lớp kinh doanh người Hoa, đóng cửa các trường học và báo chí người Hoa, và tăng thuế đối với các doanh nghiệp người Hoa.

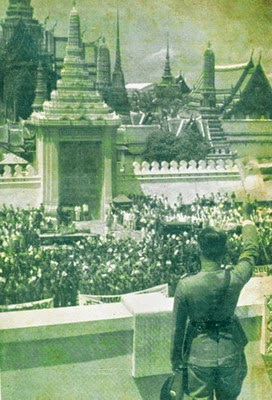
Phibun có bài phát biểu mang tính dân tộc cực đoan trước đám đông tại Cung điện Hoàng gia Thái Lan năm 1940.

Phibun và Luang Wichitwathakan, người phát ngôn tư tưởng của chính phủ, đã sử dụng các kỹ thuật tuyên truyền lấy cảm hứng từ Hitler và Mussolini để xây dựng một sự sùng bái cá nhân xung quanh Phibun. Việc chính phủ độc quyền về phát thanh đã cho phép họ định hình dư luận, với hình ảnh Phibun xuất hiện khắp xã hội, trong khi chân dung cựu Vua Prajadhipok bị cấm. Các luật lệ độc tài đã được thông qua, trao cho chính phủ quyền hầu như không giới hạn trong việc bắt giữ và kiểm duyệt báo chí.

### Phát xít Thái Lan
Vào ngày 23 tháng 6 năm 1939, Phibun đổi tên nước từ Xiêm thành Thái Lan, một cử chỉ dân tộc nhằm thống nhất tất cả các dân tộc nói tiếng Thái dưới ngọn cờ "Thái Lan cho người Thái". Phibun cũng khởi xướng một cuộc cách mạng văn hóa nhằm hiện đại hóa xã hội Thái Lan và xóa bỏ ảnh hưởng hoàng gia. Từ năm 1939 đến 1942, ông ban hành mười hai Sắc lệnh Văn hóa, bao gồm yêu cầu tất cả người Thái phải chào cờ, biết quốc ca và nói ngôn ngữ quốc gia. Phong cách ăn mặc phương Tây được khuyến khích, và lòng yêu nước được truyền đạt qua giáo dục, kịch, phim và bài hát.
Chế độ Phibun đã nỗ lực loại bỏ ảnh hưởng hoàng gia bằng cách thay thế các ngày lễ hoàng gia truyền thống bằng các sự kiện quốc gia mới và loại bỏ các danh hiệu hoàng gia và quý tộc. Mặc dù nỗ lực loại bỏ những ảnh hưởng này, Phibun vẫn giữ lại họ quý tộc của mình. Sự sùng bái cá nhân xung quanh Phibun ngày càng lớn, với biểu tượng năm sinh của ông, con gà trống, và màu sinh may mắn của ông, màu xanh lá cây, được sử dụng trong các trang trí chính thức.

### Chiến tranh Pháp-Thái

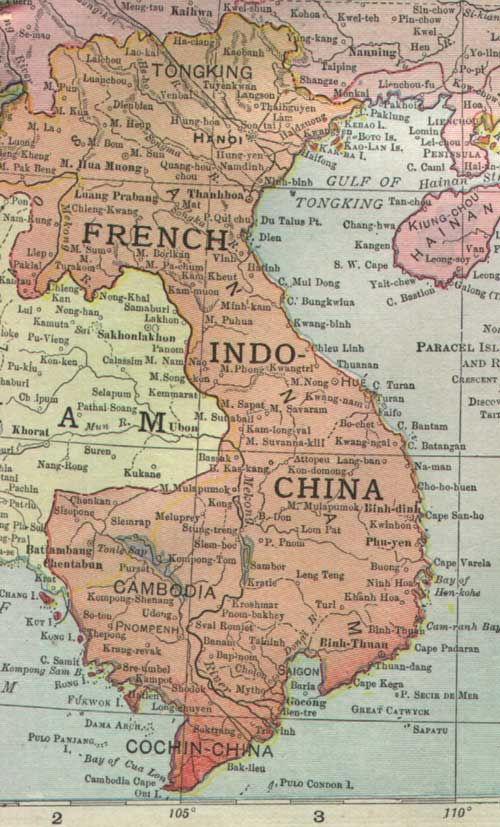
Bản đồ Đông Dương thuộc Pháp năm 1913

Năm 1940, khi Đức Quốc Xã chiếm hầu hết nước Pháp, Phibun tìm cách trả thù cho những sự nhục nhã trước đó do Pháp gây ra vào các năm 1893 và 1904 khi Xiêm bị buộc phải nhượng lại các lãnh thổ ở Lào và Campuchia. Phibun đã đảm bảo sự hỗ trợ của Nhật Bản chống lại Pháp thông qua một hiệp ước ký kết vào tháng 6 năm 1940, cũng như một Hiệp ước Không Xâm Phạm Anh-Thái. Chiến tranh Pháp-Thái bùng nổ vào cuối năm 1940, với các lực lượng Thái chiếm ưu thế trên đất liền và trên không, mặc dù chịu thất bại hải quân tại Trận Ko Chang. Cuộc xung đột kết thúc với việc Nhật Bản làm trung gian hòa giải, trả lại phần lớn các lãnh thổ tranh chấp ở Lào và Campuchia cho Thái Lan.

### Chiến tranh Thế giới II

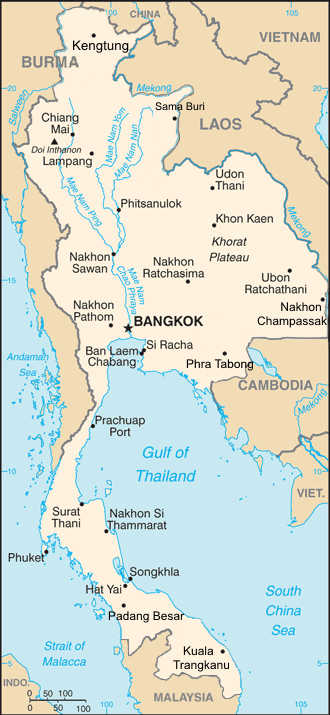
Vương quốc Thái Lan và các vùng lãnh thổ chiếm được trong Thế chiến thứ II

Uy tín Phibun tăng vọt sau Chiến tranh Pháp-Thái, và ông tự phong làm Thống chế. Tuy nhiên, quan hệ với Anh và Hoa Kỳ xấu đi, dẫn đến việc Hoa Kỳ cắt đứt nguồn cung cấp dầu mỏ cho Thái Lan vào tháng 4 năm 1941. Vào ngày 8 tháng 12 năm 1941, Nhật Bản xâm lược Thái Lan, và sau khi chống cự ban đầu, chế độ Phibun đã cho phép quân đội Nhật Bản sử dụng Thái Lan làm căn cứ cho các cuộc xâm lược tiếp theo vào Miến Điện và Mã Lai.
Tin rằng Nhật Bản đang chiến thắng trong cuộc chiến, Phibun đã thành lập một liên minh quân sự với Đế quốc Nhật Bản. Nhật Bản cho phép Thái Lan sáp nhập các lãnh thổ ở Miến Điện và tái kiểm soát các quốc gia Hồi giáo ở miền bắc Mã Lai. Vào tháng 1 năm 1942, Phibun tuyên chiến với Anh và Hoa Kỳ, mặc dù đại sứ Thái tại Hoa Kỳ, Seni Pramoj, từ chối giao bản tuyên chiến và thay vào đó thành lập Phong trào Seri Thai ở Washington. Pridi Banomyong, bây giờ là nhiếp chính không có quyền lực, đã lãnh đạo phong trào kháng chiến trong nước Thái Lan, với sự hỗ trợ từ cựu hoàng hậu Ramphaiphanni tại Anh.
Khi cuộc chiến tiến triển và thất bại quân Nhật Bản trở nên rõ ràng, chế độ Phibun mất dần sự ủng hộ do những khó khăn kinh tế và cuộc không kích quân Đồng Minh vào Bangkok. Vào tháng 7 năm 1944, Phibun bị lật đổ bởi một chính phủ có liên kết với Phong trào Seri Thai, chính phủ này đã bổ nhiệm Khuang Aphaiwong làm thủ tướng. Chính phủ mới bí mật ủng hộ phong trào Seri Thai trong khi vẫn duy trì mối quan hệ bề ngoài thân thiện với Nhật Bản.
Việc Nhật Bản đầu hàng vào ngày 15 tháng 8 năm 1945 đánh dấu sự kết thúc Chiến tranh Thế giới II. Trách nhiệm quân sự quân Đồng Minh đối với Thái Lan thuộc về Anh, quân Anh đã ngạc nhiên khi thấy rằng các lực lượng Thái đã giải giáp phần lớn binh lính Nhật Bản. Trong khi Anh ban đầu coi Thái Lan là một phần chịu trách nhiệm cho những thiệt hại gây ra trong chiến tranh và muốn đối xử với nước này như một kẻ thù bị đánh bại, Hoa Kỳ phản đối chủ nghĩa thực dân Anh và Pháp và ủng hộ chính phủ mới Thái Lan. Do đó, Thái Lan đã được đối xử tương đối khoan dung đối với các hành động trong thời chiến dưới thời Phibun.

## Thái Lan sau chiến tranh (1946–1957)

### Chuyển đổi chính trị và bầu cử dân chủ
Sau Chiến tranh Thế giới II, Thái Lan trải qua những thay đổi chính trị đáng kể. Seni Pramoj trở thành thủ tướng vào năm 1945 và khôi phục lại tên gọi Xiêm như một biểu tượng kết thúc chế độ dân tộc chủ nghĩa của Phibun. Tuy nhiên, chức vụ của ông rất bấp bênh, vì nội các đầy những người trung thành với Pridi Banomyong. Seni, một quý tộc, cảm thấy khó khăn trong việc kết nối với các chính trị gia dân túy như Tiang Sirikhanth và Sanguan Tularaksa, những người coi ông là người quý tộc và không hiểu biết về thực tế chính trị Thái Lan. Pridi tiếp tục nắm quyền lực sau hậu trường, tạo ra căng thẳng ảnh hưởng đến chính trị hậu chiến của Thái Lan.
Năm 1946, Thái Lan ký Hiệp định Washington, trả lại các lãnh thổ sáp nhập sau Chiến tranh Pháp-Thái cho Campuchia và Lào. Điều này mở đường cho việc gia nhập Liên Hợp Quốc và nhận được viện trợ đáng kể từ Hoa Kỳ. Cuộc bầu cử dân chủ được tổ chức vào tháng 1 năm 1946, lần đầu tiên có sự tham gia các đảng chính trị hợp pháp. Đảng Nhân dân của Pridi giành được đa số, và vào tháng 3 năm 1946, Pridi trở thành thủ tướng dân chủ đầu tiên của Xiêm.

### Sự lên ngôi của Vua Bhumibol Adulyadej

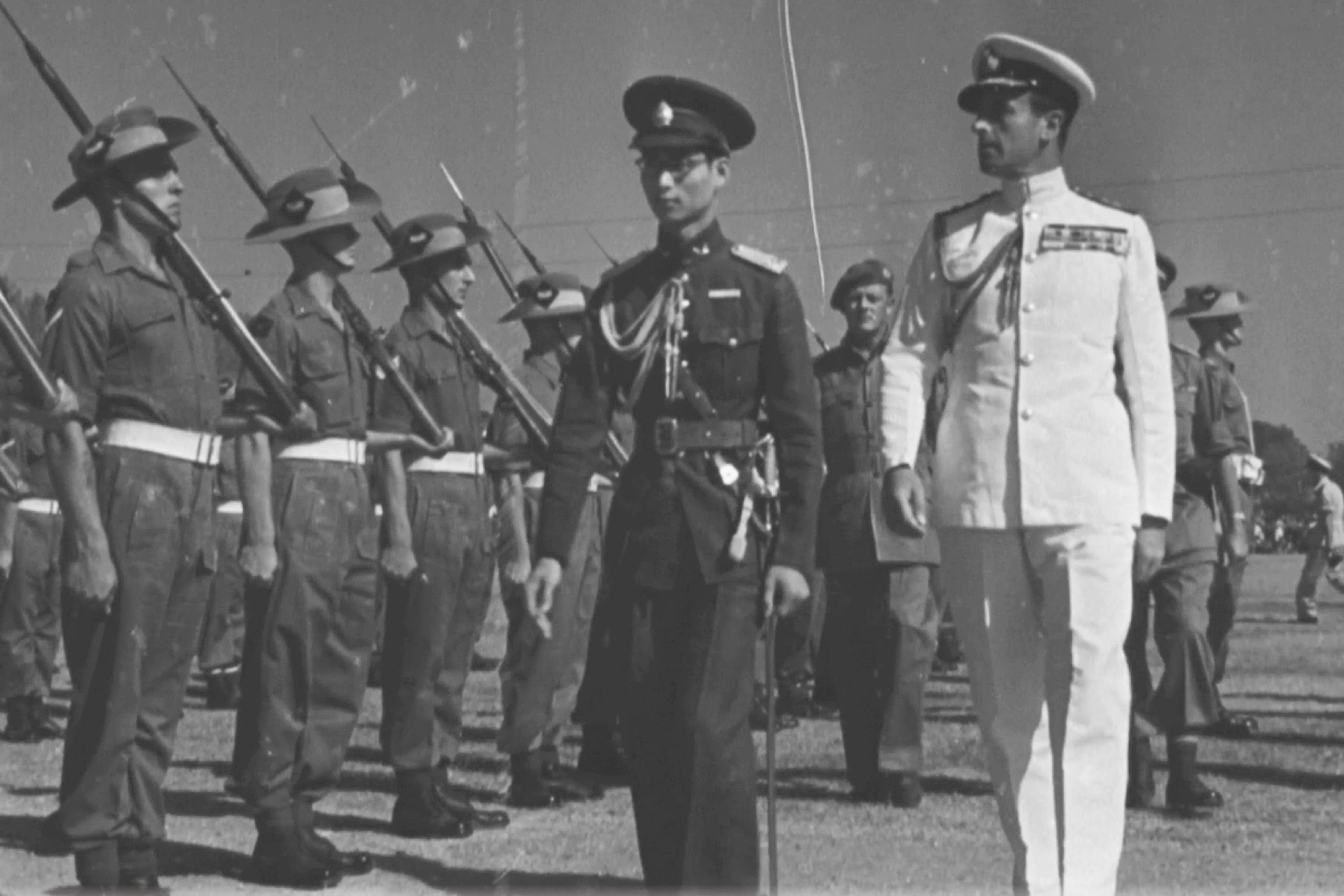
Vua Ananda Mahidol và Louis Mountbatten năm 1946

Vào tháng 12 năm 1945, Vua Ananda Mahidol trở về Xiêm từ châu Âu, nhưng vào tháng 6 năm 1946, ông được phát hiện đã bị bắn chết trong hoàn cảnh bí ẩn. Em trai của ông, Bhumibol Adulyadej, lên ngôi trở thành Vua Rama IX. Vụ ám sát này đã dẫn đến biến động chính trị đáng kể. Pridi bị buộc phải từ chức giữa những nghi ngờ về sự liên quan đến cái chết của nhà vua, mặc dù vụ việc này vẫn còn gây tranh cãi. Khi không có sự lãnh đạo của Pridi, chính phủ dân sự gặp nhiều khó khăn, và vào tháng 11 năm 1947, quân đội, được củng cố bởi sự tự tin mới, đã nắm quyền lực.

### Thủ tướng Phibunsongkhram lần thứ hai
Sau một chính phủ lâm thời ngắn ngủi do Khuang Aphaiwong lãnh đạo, quân đội đã phục hồi Phibun làm thủ tướng vào tháng 4 năm 1948. Sự trở lại của Phibun trùng với sự khởi đầu Chiến tranh Lạnh và việc thành lập chế độ cộng sản ở Việt Nam. Phibun đã đảm bảo sự hỗ trợ của Hoa Kỳ, đánh dấu bắt đầu truyền thống lâu dài các chế độ quân sự được Hoa Kỳ hậu thuẫn tại Thái Lan, và đất nước này đã chính thức đổi tên từ Xiêm thành Thái Lan vào tháng 7 năm 1949.
Chế độ Phibun được đặc trưng bởi sự đàn áp, với các đối thủ chính trị bị bắt giữ, xét xử và trong một số trường hợp, bị xử tử. Nhiều nhân vật quan trọng từ phong trào Thái Tự Do trong thời chiến đã bị cảnh sát Thái Lan, do đồng minh tàn nhẫn của Phibun là Phao Siyanon dẫn đầu, loại bỏ. Những người ủng hộ Pridi đã cố gắng thực hiện các cuộc đảo chính vào các năm 1948, 1949 và 1951, nhưng cuối cùng Phibun đã chiến thắng. Cuộc Đảo chính Manhattan năm 1951, một nỗ lực thất bại của hải quân nhằm giành quyền lực, Phibun thoát chết khi con tàu mà ông bị bắt làm con tin bị không quân ném bom.

### Hiến pháp mới năm 1949
Năm 1949, một hiến pháp mới được ban hành, tạo ra một thượng viện do nhà vua chỉ định. Tuy nhiên, vào năm 1951, chế độ đã quay trở lại các quy định từ năm 1932, thực chất là bãi bỏ quốc hội như một cơ quan được bầu chọn. Động thái này đã gây ra sự phản đối mạnh mẽ từ các trường đại học và báo chí, dẫn đến sự đàn áp gia tăng. Mặc dù gặp nhiều thách thức, chế độ vẫn được hưởng lợi từ sự bùng nổ kinh tế hậu chiến, được thúc đẩy bởi xuất khẩu gạo và viện trợ từ Hoa Kỳ, giúp đa dạng hóa nền kinh tế và thúc đẩy quá trình đô thị hóa.

### Trò chơi quyền lực
Đến năm 1956, các cuộc đấu tranh quyền lực nội bộ trong chế độ quân sự trở nên rõ ràng. Phibun, liên minh với Phao Siyanon, đang mất dần ảnh hưởng vào tay một phe khác do Sarit Thanarat lãnh đạo, người được ủng hộ bởi phe hoàng gia và các thành viên giới quý tộc ("Sakdina"). Cả Phibun và Phao đã cố gắng đưa Pridi Banomyong trở lại Thái Lan để làm sáng tỏ tên tuổi của ông liên quan đến cái chết của Vua Ananda, nhưng chính phủ Hoa Kỳ đã không tán thành, hủy bỏ kế hoạch này. Vào tháng 6 năm 1957, Phibun được cho là đã nói với con trai của Pridi để truyền đạt thông điệp cho cha ông, bày tỏ mong muốn Pridi trở lại để giúp ông trong cuộc đấu tranh chống lại phe "Sakdina", báo hiệu quyền lực suy giảm và sự sụp đổ sắp tới của chế độ quân sự.

## Chế độ độc tài của Sarit và sự phục hồi của chế độ quân chủ (1957–1963)
Đến năm 1955, quyền lực Thủ tướng Phibun bắt đầu suy yếu, đặc biệt là trong quân đội. Vị trí của ông ngày càng bị thách thức bởi các lãnh đạo quân sự trẻ hơn và tham vọng hơn, đặc biệt là Thống chế Sarit Thanarat và Tướng Thanom Kittikachorn. Để củng cố quyền lực của mình, Phibun khôi phục hiến pháp năm 1949 và kêu gọi tổ chức bầu cử, mà phe ủng hộ ông đã thắng. Tuy nhiên, quân đội dưới sự lãnh đạo của Sarit không sẵn lòng từ bỏ quyền kiểm soát. Vào tháng 9 năm 1957, khi Phibun cố gắng bắt giữ Sarit, quân đội đã phản ứng bằng một cuộc đảo chính không đổ máu vào ngày 17 tháng 9 năm 1957, kết thúc sự nghiệp chính trị của Phibun.
Sau cuộc đảo chính, Sarit Thanarat nắm quyền kiểm soát Thái Lan, mở ra một chế độ độc tài quân sự. Một trong những chính sách quan trọng của Sarit là khôi phục và nâng cao vị thế chế độ quân chủ Thái Lan, đảo ngược vai trò bị giảm sút từ sau cuộc Cách mạng Xiêm năm 1932. Sarit hiểu rõ sức mạnh biểu tượng và đoàn kết chế độ quân chủ và đã làm việc để tái thiết lập nó như là trụ cột trung tâm bản sắc và chính quyền Thái Lan.
Trong thời kỳ cai trị Sarit, Vua Bhumibol Adulyadej (Rama IX) dần dần được phục hồi vị thế và ảnh hưởng trong xã hội Thái Lan. Chính phủ Sarit miêu tả nhà vua như là một lãnh đạo đạo đức và tinh thần, kết hợp chặt chẽ chế độ quân chủ với nhà nước. Đến khi Tướng Thanom Kittikachorn kế nhiệm sau khi Sarit qua đời năm 1963, mối quan hệ giữa quân đội và chế độ quân chủ đã trở thành một đối tác thân thiết, củng cố vai trò nhà vua trong chính trị và xã hội Thái Lan. Thời kỳ này đánh dấu sự tái xuất hiện chế độ quân chủ như là một lực lượng trung tâm trong đời sống quốc gia Thái Lan, với quân đội đóng vai trò bảo vệ và thực thi quyền lực.

## Chiến tranh Lạnh và Thời kỳ Thân Mỹ (1963–1973)

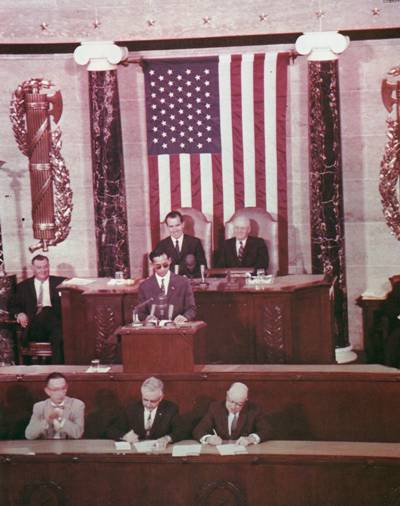
Vua Bhumibol Adulyadej phát biểu tại phiên họp chung của Quốc hội Hoa Kỳ năm 1960

### Chuyển giao quyền lực
Sau khi Thống chế Sarit Thanarat qua đời năm 1963, Thanom Kittikachorn tiếp tục đảm nhận vị trí Thủ tướng, một vai trò mà ông từng nắm giữ ngắn ngủi trước khi nhường lại cho Sarit vào năm 1958. Sarit và Thanom là những lãnh đạo Thái Lan đầu tiên được giáo dục hoàn toàn trong nước, điều này khiến họ trở nên truyền thống hơn và ít bị ảnh hưởng bởi các tư tưởng chính trị phương Tây so với các lãnh đạo trước đó như Pridi Banomyong và Phibun. Sự lãnh đạo của họ tập trung vào việc phục hồi chế độ quân chủ, duy trì trật tự xã hội dựa trên các giá trị truyền thống Thái Lan, hệ thống thứ bậc, và Phật giáo. Họ coi chế độ quân sự là cần thiết để bảo tồn những giá trị này và chống lại chủ nghĩa cộng sản, thứ mà họ liên kết với các kẻ thù lịch sử của Thái Lan, đặc biệt là người Việt Nam.

### Căn cứ quân sự Hoa Kỳ tại Thái Lan
Các chế độ Sarit và Thanom nhận được sự ủng hộ mạnh mẽ từ Hoa Kỳ, đặc biệt khi Thái Lan trở thành đồng minh chính thức của Hoa Kỳ thông qua Tổ chức Hiệp ước Đông Nam Á (SEATO) vào năm 1954. Tầm quan trọng chiến lược của Thái Lan tăng lên khi Chiến tranh Việt Nam leo thang, dẫn đến một thỏa thuận bí mật vào năm 1961 cho phép Hoa Kỳ sử dụng các căn cứ không quân Thái để tiến hành các chiến dịch ném bom chống lại miền Bắc Việt Nam. Thái Lan cũng cử binh lính sang Việt Nam và Lào, củng cố thêm sự liên kết với lợi ích của Hoa Kỳ. Sự hiện diện các căn cứ quân sự Hoa Kỳ, đặc biệt là ở Udon Thani, đã biến Thái Lan thành một trung tâm hậu cần quan trọng trong chiến tranh.

### Chất độc màu da cam
Chất độc da cam là một loại hóa chất diệt cỏ và làm trụi lá cây được quân đội Hoa Kỳ sử dụng như một phần của chương trình chiến tranh hóa học, Chiến dịch Ranch Hand. Chất độc da cam đã được Hoa Kỳ thử nghiệm tại Thái Lan trong chiến tranh Đông Nam Á. Các thùng chứa hóa chất này được chôn dưới lòng đất và đã được phát hiện vào năm 1999. Những công nhân phát hiện các thùng này đã bị ốm khi nâng cấp sân bay gần quận Hua Hin, cách Bangkok 100 km về phía nam.
Một báo cáo của Bộ Quốc phòng được giải mật vào năm 1973 cho thấy rằng đã có sự sử dụng đáng kể các chất diệt cỏ trên các hàng rào bao quanh căn cứ quân sự tại Thái Lan để loại bỏ cây cối, vốn cung cấp nơi ẩn náu cho lực lượng địch

### Tác động Chiến tranh Việt Nam đến xã hội Thái Lan
Chiến tranh Việt Nam đã thúc đẩy sự hiện đại hóa và phương Tây hóa của Thái Lan, đưa xã hội Thái tiếp cận với văn hóa phương Tây, điều trước đây chỉ dành cho tầng lớp thượng lưu. Giai đoạn này chứng kiến sự tăng trưởng kinh tế nhanh chóng nhờ dòng tiền từ Hoa Kỳ, đặc biệt trong các ngành dịch vụ, giao thông vận tải và xây dựng. Tuy nhiên, sự tăng trưởng này cũng mang lại những thay đổi xã hội tiêu cực, bao gồm sự gia tăng sử dụng ma túy và mại dâm. Sự du nhập của các ý tưởng phương Tây, đặc biệt trong thời trang, âm nhạc và giá trị, đã dẫn đến sự va chạm văn hóa khi cuộc sống nông thôn truyền thống nhường chỗ cho đô thị hóa.
Những năm chiến tranh cũng chứng kiến sự thay đổi đáng kể về nhân khẩu học, với dân số tăng gấp đôi từ 30 triệu người năm 1965 lên 60 triệu người vào cuối thế kỷ. Dân số Bangkok bùng nổ khi người dân từ các vùng nông thôn đổ về thành phố để tìm kiếm cơ hội mới. Sự đô thị hóa nhanh chóng này đã góp phần hình thành tầng lớp trung lưu, bắt đầu phát triển bản sắc và ý thức chính trị riêng.

### Bất mãn nông thôn và hoạt động của nông dân
Mặc dù tăng trưởng kinh tế, nhiều người dân nông thôn Thái Lan ngày càng bất mãn với điều kiện sống của họ và sự thất bại của chính phủ trung ương trong việc đáp ứng nhu cầu của họ. Các dự án phát triển của chính phủ thường làm nổi bật sự chênh lệch giữa nghèo đói ở nông thôn và sự thịnh vượng ở đô thị, dẫn đến sự gia tăng hoạt động của nông dân. Đến đầu những năm 1970, sinh viên đại học bắt đầu ủng hộ các cuộc biểu tình nông dân, thu hút sự chú ý đến các vấn đề như mất đất, tiền thuê cao, bạo lực cảnh sát, tham nhũng và đói nghèo. Phản ứng chính phủ không thỏa đáng, dẫn đến sự bất mãn lan rộng và một cảm giác bất công ngày càng tăng trong dân chúng nông thôn.

### Căng thẳng chính trị và sự trỗi dậy của phong trào dân chủ
Vào cuối những năm 1960, sự chỉ trích đối với chính phủ quân sự ngày càng gia tăng, ngay cả cộng đồng doanh nghiệp cũng tham gia cùng các nhà hoạt động sinh viên trong việc đặt câu hỏi về lãnh đạo. Mặc dù đã ban hành một hiến pháp mới vào năm 1968 và tổ chức bầu cử vào năm sau, chính phủ vẫn nằm dưới sự kiểm soát chặt chẽ từ quân đội. Khi có dấu hiệu cho thấy quân đội có thể thất bại trong một cuộc bỏ phiếu ngân sách năm 1971, Thanom đã giải tán hiến pháp và quốc hội, đưa Thái Lan trở lại chế độ quân sự tuyệt đối.
Cách tiếp cận cứng rắn này đã phản tác dụng, khi xã hội Thái đã trở nên nhận thức chính trị hơn và ít khoan dung hơn đối với chế độ độc tài. Vua Bhumibol Adulyadej bắt đầu công khai chỉ trích chế độ, lên án tham nhũng và việc sử dụng bạo lực đối với phiến quân. Chế độ quân sự cũng phải đối mặt với sự phản đối từ nội bộ, đặc biệt là về việc thăng chức nhanh chóng của con trai Thanom là Narong Kittikachorn, mà nhiều người coi là một nỗ lực để thiết lập một triều đại chính trị.

### Phong trào Dân chủ năm 1973
Hoạt động của sinh viên ngày càng gia tăng trong suốt đầu những năm 1970, đỉnh điểm là các cuộc biểu tình lớn vào tháng 10 năm 1973. Ban đầu bị kích động bởi việc trục xuất sinh viên vì chỉ trích chính phủ, các cuộc biểu tình nhanh chóng mở rộng, thu hút sự tham gia của công nhân, doanh nhân và người dân thường yêu cầu một hiến pháp mới và các cải cách chính phủ. Tình hình leo thang khi cảnh sát và lực lượng quân sự sử dụng bạo lực chống lại người biểu tình, dẫn đến sự hỗn loạn lan rộng ở Bangkok. Vua Bhumibol đã can thiệp, lên án hành động chính phủ và cuối cùng buộc Thanom, Praphas và Narong phải rời khỏi đất nước.
Sự can thiệp của nhà vua đánh dấu một bước ngoặt, với việc Tiến sĩ Sanya Dharmasakti, một học giả pháp lý được kính trọng, được bổ nhiệm làm Thủ tướng mới. Khoảnh khắc này đánh dấu một sự thay đổi quan trọng trong chính trị Thái Lan, với chế độ quân chủ đóng vai trò quyết định trong việc chấm dứt chế độ quân sự và mở ra giai đoạn chính trị cởi mở hơn trong những năm sau đó.